# Flora de Ecuador
Ecuador es poseedor de aproximadamente el 7,6% de las plantas vasculares registradas para el mundo. El mayor porcentaje de estas especies vegetales se encuentra en el noroeste de Ecuador, en los Andes. En esta región crecen más de 10.000 especies de plantas diferentes, de las que aproximadamente la mitad son endémicas. La Amazonia, u Oriente,se han contabilizado 8,200 especies que crecen en esa parte de la selva. Se han identificado 2,725 especies de orquídeas. La región ecuatoriana con menor porcentaje de flora es las Islas Galápagos, que cuentan con 600 especies de plantas nativas y 250 introducidas.
En proporción a su superficie, es considerado el país con mayor riqueza florística de Sudamérica. Se conocen unas 230 familias de plantas vasculares y el número de especies se ha estimado entre 16,000 y 18,000. Hasta 2017 se registran 17,548 especies de plantas vasculares y 5,480 especies restringidas a esa zona. La riqueza de la flora se debe en gran medida a las diversas condiciones ecológicas creadas por las grandes diferencias altitudinales. El terreno se eleva desde el nivel del mar hasta casi 6.300 m de altitud. La vegetación varía desde el matorral xerófilo hasta el bosque húmedo y los páramos altoandinos.

## Vegetación

### Páramo andino
Son ecosistemas que en Ecuador se distribuyen a una altitud promedio de 3 300 m s. n. m. y cubre el 7 % del territorio ecuatoriano, se distribuye en 18 de las 24 provincias; el clima extremo impuso una preparación especial a los seres que intentaban vivir en el páramo. Esta preparación evolutiva de los seres ha resultado que muchas especies no se encuentren en ningún otro ecosistema en el mundo. El 30 % de todas la especies de plantas vasculares del país se concentra en la franja altitudinal entre los 3000 hasta los 4500 m s. n. m. Las especies están condicionadas y cambian según la altitud y las condiciones edafoclimáticas locales, sobre los 4200 metros de altitud la vegetación se vuelve escasa la coberura al igual que el número de especies escasea, solo especies de distribución restringida a este ambiente logran alcanzar la línea de nieve entre 4800 a 4900 m s. n. m.; estos ecosistemas adquieren su nombre por la predominancia en la fisonomía de la vegetación de gramíneas amacolladas, adicionalmente también se encuentran arbustos esclerófilos, hierbas en almohadillas, postradas y rosetas caulescentes y acaulescentes.
Lo páramos ecuatorianos registran alrededor de 659 especies endémicas; 273 crecen exclusivamente en este ecosistema, las demás especies presentan un rango de distribución más amplio que no se restringe a los páramos. Estas especies exclusivas pertenecen a 108 géneros y se agrupan en 40 familias. Asteraceae (45 especies) y Orchidaceae (44 especies) son las familias que tienen el mayor número de especies endémicas.

#### Tipos de páramo en Ecuador
Páramo de pajonal
Es el páramo más extenso en el país, se encuentra cubierto por pajonales de varios géneros especialmente Calamagrostis, Festuca y Stipa, y matizadas por parches boscosos en zonas protegidas como Polylepis, Buddleja, Oreopanax y Miconia, además de arbustos de géneros como Valeriana, Chuquiraga, Arcytophyllum, Pernettya y Brachyotum, plantas herbáceas y pequeños pantanos en sitios con drenaje insuficiente. El páramo de pajonal se distribuye en todas las provincias donde exista páramo cubren casi el 70 %, la actividad humana ha incidido sobre las características actuales de este páramo, pues autores describen que antes este ecosistema presentaba mayor cantidad de bosques bajos que fueron diezmados para la actividad ganadera, se estima que la extensión de los otros tipos de páramos fueron transformados en pajonales por la actividad intensiva de pastoreo.
Páramo de frailejones
Visualmente está dominado por el frailejón (Espeletia pycnophylla), aunque realmente este dominado por pajonal esta especie resalta y establece este páramo como una entidad aparte, esta especie de frailejón en el país está restringido a los páramos norteños de las provincias del Carchi y Sucumbíos, con una excepsión en los páramos de los Llanganates, en el norte esta especie se encuentra acompañada con pajonal y parches pequeños de bosque en quebradas.
Páramo herbáceo
En algunos sectores el pajonal no representa dominancia, este es reemplazado por plantas herbáceas formadoras de almohadillas que son capaces de cubrir en su totalidad el terreno, estas plantas no se encuentran en suelo cenagoso y se encuentran en asociación con otras especies de los géneros Azorella, Werneria y Plantago. También se registran especies arbustivas y hierbas sin adaptación conspicuas como Lycopodium, Jamesonia, Gentiana, Gentianella, Satureja, Halenia, Lachemilla, Silene y Bartsia.
Páramo pantanoso
La formación de ciénagas por características del suelo y la geomorfología permite la proliferación de especies como Isoétes, Lilaeopsis, Cortaderia, Chusquea, Neurolepis y varios géneros formadores de almohadillas como Oreobolus y el musgo turbera Sphagnum magellanicum, estos páramos se encuentran presentes en la cordillera Oriental debido a que es más húmeda.
Páramo seco
Zonas parameras presentan poca precipitación, el pajonal está dominado por Stipa, además de hierbas que deben ser resistentes a la desecación como Orthrosanthus y Buddleja. Estos páramos se distribuyen principalmente en el sur de Azuay y en el norte de Loja, la actividad humana y el cambio climático inciden evidentemente en la conformación actual de este páramo.
Páramo sobre arenales
En ocasiones especies se desarrollan sobre suelo arenoso, producto de la erosión intensiva como acción del clima o antrópica, como ejemplo de ello están los arenales del Chimborazo, aunque es similar con el páramo seco este presenta una mayor humedad pero escasa vegetación.
Páramo arbustivo del Sur o paramillo
En Loja presenta un páramo, no en toda la provincia conformado por especies arbustivas y herbácea dominada por Puya, Miconia, Neurolepis, Oreocallis, Welnmannia y Blechnum. Este tipo de vegetación presenta mayormente elementos de un bosque andino, más que un páramo.
Superpáramo o Gelidofitia
Se encuentran a unos 4 200 metros de altitud, las condiciones climáticas se asemejan a la tundra templada, en las zonas protegidas por grietas o rocas hay especies de los géneros Draba, Culcitlum, Chuquiraga, Cortaderia, Baccharis y Gentlana, entre otros y líquenes.
Superpáramo azonal
A diferencia de la gelidofilia este se presenta a una menor altitud, se encuentran sobre lahares recientes que crean características edáficas locales, además de impedir que otras especies que normalmente se encuentran a estas altitudes crezcan, se desarrollan especies como las del superpáramo y líquenes filosos: ejemplos de ello se encuentran en los lahares del Cotopaxi y Antisana.

### Manglares

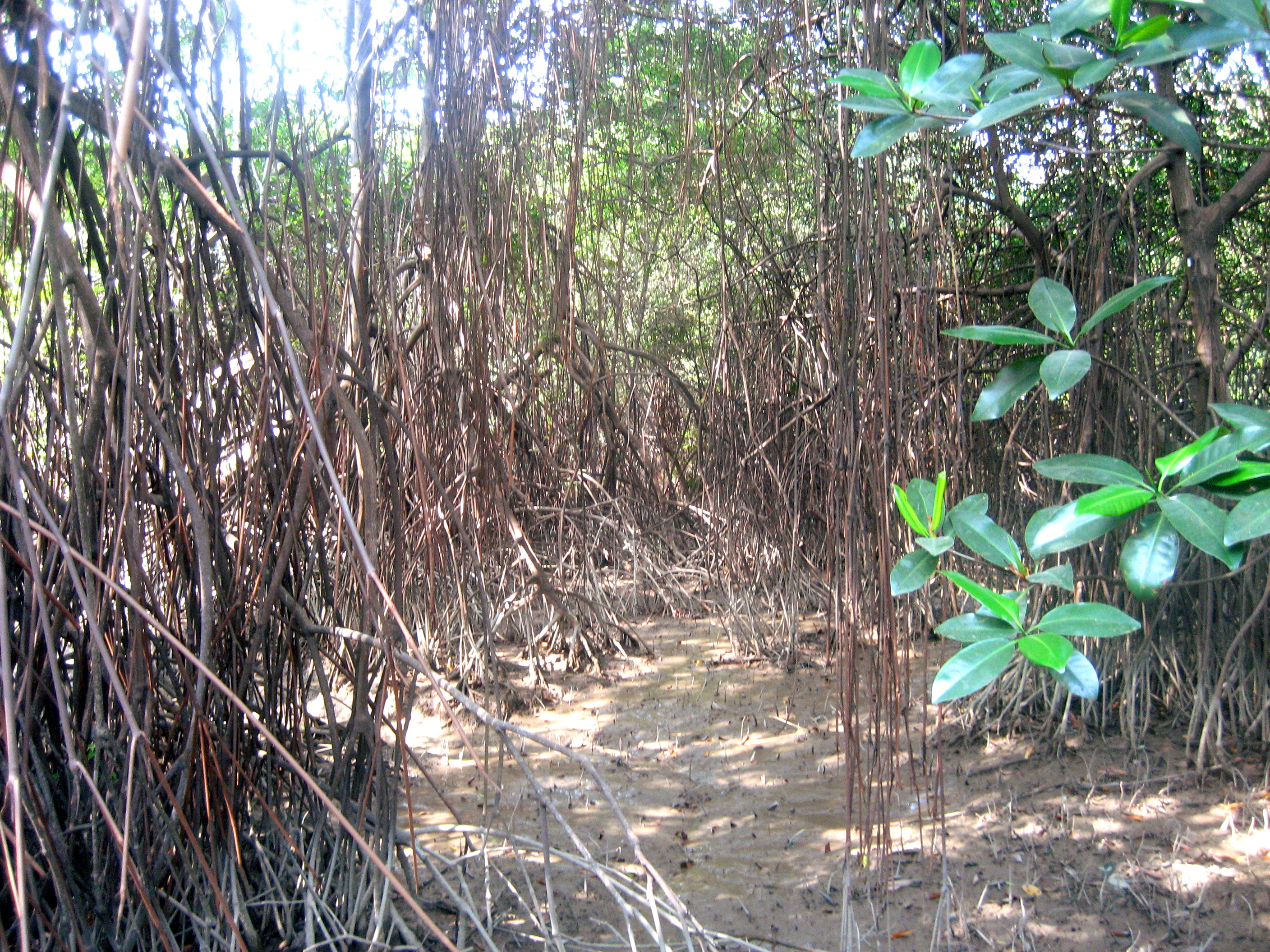
Manglares en Guayaquil

La flora de los manglares, se han registrado por el momento 179 especies de plantas. En el Ecuador, el 99% de los manglares se distribuyen en cinco zonas estuarinas: Estuario Cayapas Mataje, Estuario del Río Muisne, Estuario del Río Chone, Golfo de Guayaquil y Archipiélago de Jambelí. En el Ecuador este ecosistema es considerado ecosistema frágil y altamente amenazado. Hacia 1969 se habían hecho estimaciones de que la cobertura de manglar en el país era de alrededor de 204.000 ha, mientras que para el año 2006 se estimó que era de solo 147.220 ha, lo que representaba una disminución de aproximadamente 27%. Este ecosistema en el país está compuesto principalmente por especies de mangles mayores: Rhizophora mangle, R. racemosa, R. x harrisonii, Laguncularia racemosa var. racemosa, L. racemosa var. glabriflora y Avicennia germinans. Los manglares más desarrollados y altos se encuentran dentro de la Reserva Ecológica de Manglares Cayapas Mataje. Aquí Rhizophoroa mangle puede superar los 30 metros de altura en algunos rodales de mangle.
El 35% de la costa de Galápagos está cubierta por manglares, aproximadamente 3.657 ha en total; entre 2004 y 2014, la región insular ha evidenciado que los manglares aumentaron su cobertura en 24%. En las islas se encuentran distribuidas 4 especies de manglares y dependiendo de la especie se los puede encontrar desde la parte intermareal hasta la parte lineal de la costa.

### Islas Galápagos

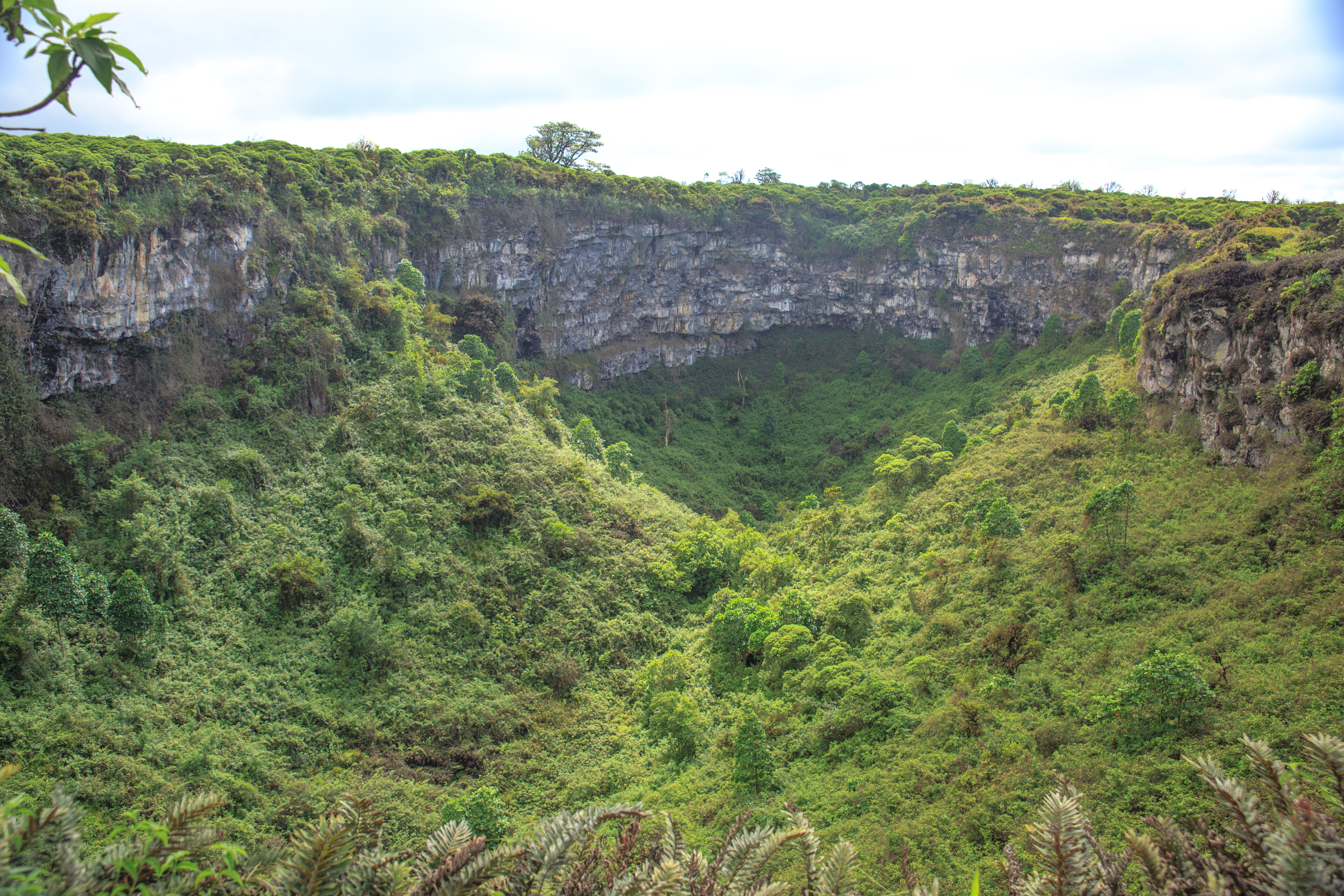
Crater Los Gemelos en Galápagos, donde se puede ver árboles de Scalesia

La flora vascular nativa de Galápagos se encuentra conformada por casi 500 especies, más unos 50 taxones infraespecíficos, de los cuales unas 180 especies. El género Scalesia, endémico del archipiélago, forma parte de la familia Asteraceae incluye 15 especies y 19 taxones aceptados, todos evolucionaron de una sola especie ancestral, que colonizó originalmente las islas. En Galápagos se registran seis géneros considerados endémicos, tales como, Darwiniothamnus, Lecocarpus, Macraea, Scalesia (todas Asteraceae), Brachycereus  y Jasminocereus. En la isla Santa Cruz presenta 7 zonas de vegetación, presentando su mayor endemismo en la franja costera y las zonas áridas, cubiertas principalmente por manglares, árboles caducos y varias especies de matorrales.

### Costa continental
La región occidental del país está conformada por 12 zonas de vida, que se encuentran influenciadas por factores como las corrientes marinas y la composición del suelo, el cual condicionan los patrones de diversidad; la zona se puede dividir en dos grandes regiones, en el norte está la parte sur del Chocó y en el sur la región tumbesina, la región se encuentra severamente amenazada debido a la deforestación y otras actividades humanas. La región presenta dos hábitats distintos en composición florística, diversidad, fitogeografía y requerimientos de precipitación: estos son los bosques secos y los bosques húmedos. Los bosques secos, presenta una flora endémica sustancialmente menos diversa y de diferente composición que los bosques muy húmedos y pluviales. El occidente del Ecuador forma parte del Chocó a los 900m y se estima que existen 6 300 especies de plantas vasculares de las cuales el 20 % serían endémicas.
En el informe Línea Base de Deforestación del Ecuador Continental presentado por el Ministerio del Ambiente en 2012, indica que la región donde existe una menor remanencia de vegetación natural es la Costa con un 28 %  aproximadamente 68 415 km² de área, cabe mencionar que en la Estrategia Nacional de Biodiversidad 2015-2030, publicado también por este Ministerio a fines de 2016, consta que la cobertura vegetal natural de apenas el 13 % del total de superficie.

#### Bosque seco

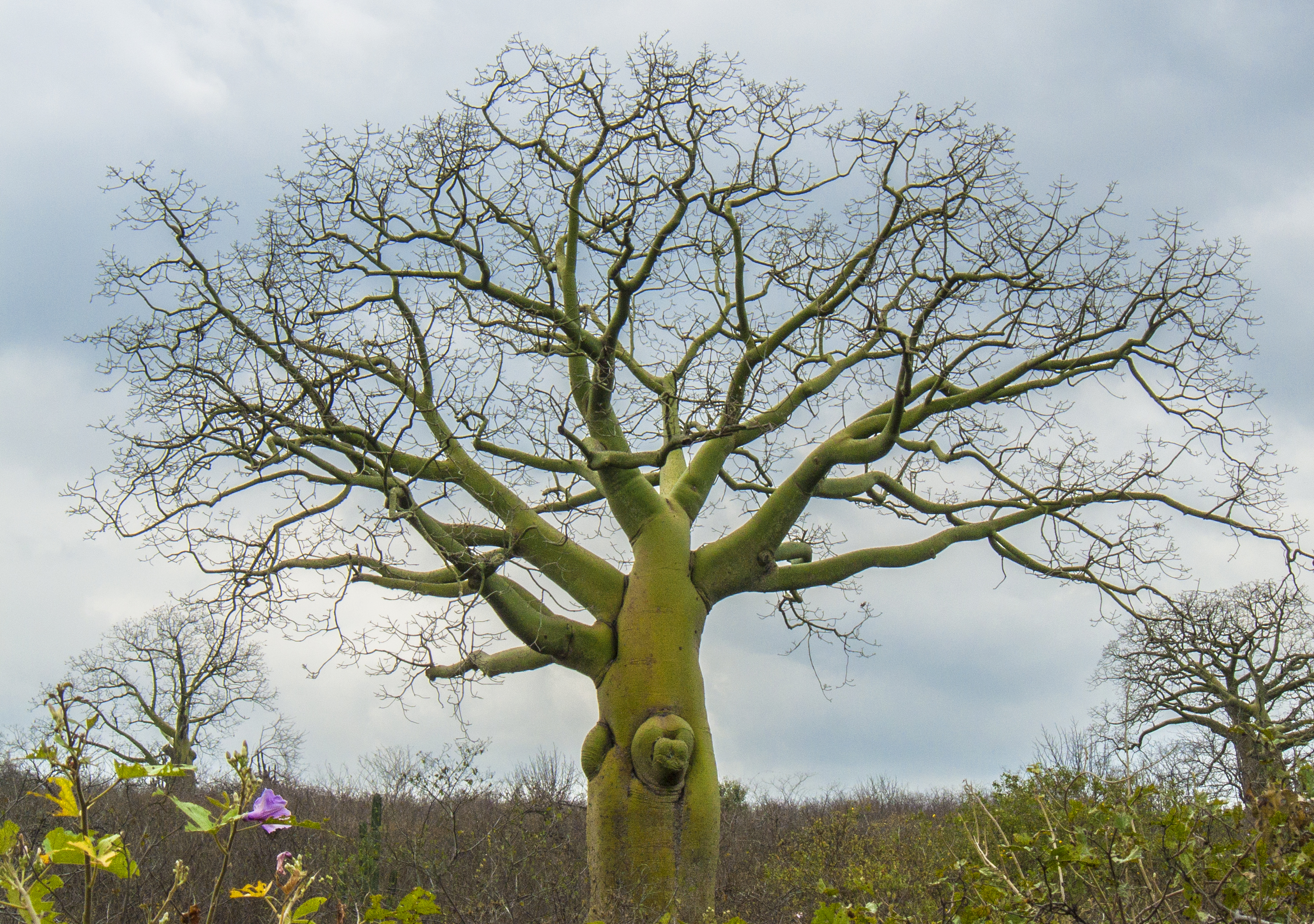
Ceibo que se encuentra en el bosque seco ecuatoriano

Se han registrado 275 especies de árboles y arbustos además se contabilizan 8 especies naturalizadas; las formaciones con mayor número de especies son el bosque seco semicaduco con 148 y el bosque seco caduco con 139, mientras que las provincias con más especies son Loja con 219 especies y Guayas con 169. Muchas especies son compartidas entre las formaciones de bosques secos y entre las provincias de Ecuador y algunas también crecen en bosques húmedos. Los bosques secos caduco y semicaduco son los más parecidos florísticamente, demostrando un índice de similitud del 80%, mientras en lo referente a las provincias, las más parecidas son Guayas y Manabí con 78%. Las tres familias más numerosas son las leguminosas como Mimosaceae, Caesalpinaceae, Fabaceae, conformadas por 69 especies que representan el 25 % de las especies leñosas en los bosques secos del país.

#### Bosque húmedo
La provincia de Esmeraldas tiene la mayor extensión de bosques húmedos y muy húmedos de la región occidental de Ecuador. El suroccidente de Esmeraldas presenta una diversidad alfa de los árboles baja comparada con los bosques húmedos de la amazonía ecuatoriana, pero es similar a zonas del noroccidente del país y los bosques húmedos de Centroamérica.

### Andes
La región andina es mucho más fitodiversa que la región amazónica, costa y Galápagos juntas, el mayor endenismo del país se sitúa en las estribaciones de la cordillera; de las 4500 especies endémicas que por el momento se han registrado, el 62.7 % se encuentran en la región andina (3028 especies), solo el 10 % de las especies endémicas que se encuentran en dicha región también se encuentran en ecosistemas amazónicos, de costa. Las familias más dominantes en los bosques andinos son Orchidaceae con 3214 especies de las cuales 1438 son endémicas, el género más diversificado es Pleurothallis con 420 especies. y Asteraceae con 746 especies descritas (259 son endémicas). Este paricular endenismo en los bosques andinos del país se distribuye entre los 1000 a 2500 metros de altura. La diversidad de la flora de los bosques andinos es distinta en las estribaciones de la cordillera occidental y de la oriental debido a que las condiciones geológicas y climáticas han incidido en la diversificación de las especies, sin embargo a penas un tercio de la flora registrada endémica se comparte entre ambas cordilleras. Los bosques andinos en el país se distribuyen entre los páramos y las selvas de las tierras bajas, tanto en la cordillera occidental y real, los bosques montano se encuentran a partir de los 400 m y crecen hacia los límites del páramo entre los 3 400 y 3 700 metros en el centro y norte y 2 800 en el sur del Ecuador. Estos ecosistemas se encuentran amenazados en toda su distribución y especialmente en el Sur del Ecuador.

### Amazonía
En la Amazonia ecuatoriana se han registrado más de 2 700 especies de árboles y arbustos localizados bajo los 500 m de altitud, el número de especies estimadas pordría ser incluso de 4 000. Apenas 280 especies son endémicas y se distribuyen solo en las tierras bajas amazónicas  (≥600 m), en la alta amazonía (>600 m) se registran 192 especies endémicas, 17 especies que se registran en la baja amazonía se pueden encontrar también en la zona transandina (<600 m).

## Palmas
El territorio continental representa apenas el ~1.6 % de América del Sur, el país posee alrededor de 136 especies de arecáceas nativas, es decir el 29 % de especies y el 64 % de géneros a nivel regional. Solo 13 especies presentan un crecimiento restringido en Ecuador. Las palmas se distribuyen en todas las regiones del Ecuador continental entre los 0 a 3 300 metros de altitud, en bosques de las estribaciones de la cordillera de los Andes, la abundancia y diversidad de las palmas varía según el tipo de vegetación en el cual se desarrollen, es decir, en los bosques húmedos tropicales de tierras bajas es mayor (<1000 m) que los bosques semicaducos y secos de la Costa.
La principal distribución de las arecáceas se encuentra en los Andes y tierras bajas con casi el 42 % de las especies a más de 1000 m de altura, sólo 17 especies crecen en tres regiones naturales; en los Andes, sobre los 2000 m, se han registrado alrededor de 23 especies de las cuales 16 son catalogadas como "especies comunes". La amazonía es la región que presenta mayor exclusividad de especies, alrededor del 16 a 25 %.
La tagua Phytelephas aequatorialis y Aiphanes chiribogensis, son dos especies que presentan un rango de distribución amplio, pudiendo encontrarse tanto en las tierras bajas de la Costa como en las estribaciones intermedia de los Andes. El género Geonoma es considerado el más diverso en el país con 32 especies que se distribuyen principalmente en los bosques tropicales lluviosos de tierras bajas, con un pico de 14 especies por cada ~12 200 km² en la parte norte de la Amazonía ecuatoriana. En las provincias de Manabí, Guayas, Los Ríos y El Oro, las cuales presentan un clima es estacional y remanentes de bosques caducos, la presencia de especies e individuos de palmas es menor. En la cordillera costanera, la cual es una barrera que interrumpe la planicie del litoral y se extiende de forma paralela a la línea de costa, en las zonas alta de la cordillera se desarrollan remanentes de bosques de garúa, los cuales son ambientes húmedos en comparación con los bosques secos de la región biogeográfica tumbesina y los pocos matorrales secos de la provincia de Santa Elena.donde crecen algunas especies de palmas, especialmente la tagua y algunas especies andinas como el pambil (Iriartea deltoidea). En la actualidad la región Costa es la más deforestada, históricamente en las actuales provincias de Manabí, Santo Domingo de los Tsáchilas, Los Ríos, presentaban numerosas especies de palma, en la actualidad esta región se encuentra casi deforestada, >90 % del bosque nativo ha sido deforestado por motivos de ganadería, monocultivos como la palma africana (Elaeis guineensis) en los bosques del Chocó, en la provincia de Esmeraldas.
En la región Costa existen 61 especies de palmas de las cuales 23 son exclusivas de esta región, especies como cabecinegro (Manicaria saccifera), pata de gallo (Asterogyne martiana) y el palmiche (Euterpe oleracea) crecen en los bosques lluviosos del Chocó; En los remanentes de bosque semidecíduo todavía existen poblaciones importantes de ungurahua (Oenocarpus bataua) y mocora y aparecen con frecuencia especies como la chonta blanca (Bactris setulosa), la chontilla (Bactris gasipaes var. chichagui, el cual es pariente silvestre del chontaduro) y algunas especies de Wettinia. Aiphanes eggersii es la única especie de palma que crece en los bosques decíduos de Costa.
26 especies de palma crecen exclusivamente en la Sierra mientras 54 provienen de las tierras bajas, en las estribaciones externas de las cordilleras Occidental y Oriental, entre 1 000–2 500 m, se distribuyen mayormente las palmas andinas, existe un registro de Ceroxylon parvifrons a 3 500 metros de altura en el volcán Pasochoa, normalmente las arecáceas se desarrollan hasta los 3 000 metros en ambientes nubosos y lluviosos. Entre los 1 000 y 2 000 la diversidad de especies de palmas es grande entre un 60 y 70 %, a partir de los 2 500 dicha diversidad disminuye.
En la Amazonía ecuatoriana se registran 73 especies de palma donde 34 de ellas son exclusivas de la región de las cuales, Ceroxylon amazonicum, Geonoma ecuadoriensis, G. pulcherrima y Wettinia aequatorialis son endémicas y se pueden encontrar tanto en el Oriente como en la Sierra. Los bosques de tierra firme son los que presentan mayor diversidad que en los bosques inundables por aguas negras (igapó) o por aguas blancas (várzeas), en los bosques inundables y pequeños pantanos se pueden encontrar especies como Phytelephas tenuicaulis, Astrocaryum urostachys, Attalea butyracea, Astrocaryum jauari, morete (Mauritia flexuosa) y Bactris riparia.
Más del 60 % de las especies de palmas nativas se encuentran amenazadas según la lista de árboles amenazados del Programa de las Naciones Unidas para el Medio Ambiente y el Centro de Monitoreo para la Conservación Mundial (UNEP-WCMC); Aiphanes grandis y Geonoma tennuissima, son dos especies que han sido propuestas como dos de las 50 más amenazadas del mundo por el Grupo Especialista de Palmas de la UICN.

## Orquídeas
El Ecuador presenta un registro de 4187 especies de orquídeas. Es la familia que mayormente aporta con especies al fitoendenismo del país, alrededor de 1707 especies, un tercio de las plantas endémicas de Ecuador son orquídeas, es decir el 37.9 % del total. El género Lepanthes es el que registra una mayor diversidad de especies endémicas, alrededor de 240. El 80 % de la orquídeas endémicas son obligatoriamente epífitas, 8% son terrestres, 5% epífitas o terrestres facultativas.
La mayor diversidad de orquídeas se sitúan en los sistemas montañosos, en los Andes; casi el 60 % de esta familia se restringe a la región Sierra, aproximadamente entre los 1 200 y 4 200 metros de altitud. Las orquídeas se encuentran distribuidas tanto en la cordillera Occidental como en la Real o Oriental, en ambas existe una cierta similitud en cuanto a la distribución de estas plantas pero es mínima en a su similitud florística, cabe destacar que en la sección norte de la cordillera Occidental se registra una mayor cantidad de especies orquídeas endémicas, mientras que en la parte sur de la cordillera Real el endenismo de orquídeas es mayor. Las orquídeas en el país se concentran principalmente en los bosques nubosos y montano bajos. La presencia de endenismo en las orquídeas en las zonas bajas de la Amazonía y la Costa es menor que en la Sierra, además en la Amazonía, las orquídeas presentan un menor endenismo por unidad de área que en la costa. Los bosques siempreverdes piemontanos en la Amazonía y Costa son hábitats donde el endenismo aumenta de forma abrupta entre los 300-1300m. La provincia de Morona Santiago concentra el 19 % de las orquídeas endémicas, seguidas por Zamora Chinchipe con el 13 %, Pichincha 10 %, Napo con el 9 % y Loja con 7%.

## Flora introducida
En un estudio preliminar se sugiere que en la parte continental del país existen 677 especies de planta, donde 88 especies a nivel mundial son consideradas invasoras; cabe mencionar que a diferencia de la parte continental, Galápagos cuenta con un inventario de especies no autóctonas y el estado actual, donde se han contabilizado 881 especies no nativas; en las especies más usadas para reforestación en los bosques montañosos son del género Pinus y Eucalyptus; en los bosques secos de la costa del Pacífico se han identificado especies como Leucaena leucocephala y Urochloa máxima, palmera ornamental Roystonea oleracea nativa del Caribe, se desconoce sus efectos en el ecosistema; en la Amazonía ecuatoriana especies como Cenchrus purpureus y Hedychium coronarium se registaron a orillas de los ríos.